# Silver Spring
Silver Spring ist ein Census-designated place im Montgomery County, Maryland, Vereinigte Staaten. Das U.S. Census Bureau hat bei der Volkszählung 2020 eine Einwohnerzahl von 81.015 ermittelt.
Silver Spring liegt auf 104 Metern Höhe über dem Meer und hat eine Fläche von 24,4 km². 1887 gab es hier die ersten Siedlungen.
In Silver Spring befindet sich der Hauptsitz der Bundesbehörde National Oceanic and Atmospheric Administration (NOAA) und ein Rechenzentrum (National Oceanographic Data Center) sowie die amerikanische Food and Drug Administration (FDA, „Behörde für Lebens- und Arzneimittelüberwachung der Vereinigten Staaten“), die Hauptverwaltung des Medienunternehmens Discovery Communications, der Hauptsitz der Siebenten-Tags-Adventisten sowie der Sitz der Leadership Conference of Women Religious.

## Söhne und Töchter
- Francis Preston Blair Lee (1857–1944), Politiker der Demokratischen Partei
- Lewis Black (* 1948), Komiker
- Nora Roberts (* 1950), Schriftstellerin
- Wayne Duvall (* 1958), Schauspieler
- Joe Lally (* 1963), Bassist
- Lisa Ann Walter (* 1963), Schauspielerin
- Bill Callahan (* 1966), Sänger und Songwriter
- Scott Foster (* 1967), Basketballschiedsrichter
- Dan Futterman (* 1967), Schauspieler und Drehbuchautor
- Tony Thompson (* 1971), Boxer
- Michael Ealy (* 1973), Schauspieler
- Kiran Kedlaya (* 1974), Mathematiker
- Dominique Dawes (* 1976), Turnerin
- Steve Francis (* 1977), Basketballspieler
- Lonny Baxter (* 1979), Basketballspieler
- Erik Fellows (* 1981), Schauspieler und Model
- Brock Parker (* 1981), Pokerspieler
- Kate Siegel (* 1982), Schauspielerin und Drehbuchautorin
- Joshua Pollock (* 1983 oder 1984), Pokerspieler
- Amelia Atwater-Rhodes (* 1984), Schriftstellerin
- Natalie Dell (* 1985), Ruderin
- Dwayne Anderson (* 1986), Basketballspieler
- Darrell Britt-Gibson (* 1985), Schauspieler
- Rebecca Sugar (* 1987), Zeichentrickfilmerin und Komponistin
- Jessie Usher (* 1992), Schauspieler
- Neville Hewitt (* 1993), American-Football-Spieler
- Josh Hart (* 1995), Basketballspieler
- Margaret Purce (* 1995), Fußballspielerin